# Políptico de Porto San Giorgio
El Políptico de Porto San Giorgio es una pintura al temple y dorado sobre tabla de Carlo Crivelli, datada en 1470 (con firma no legible) y hoy separado entre museos europeos y norteamericanos. Se encontraba originariamente en la iglesia de San Giorgio en Porto San Giorgio, provincia de Fermo. Ejemplo emblemático de la rapacidad del mercado del coleccionismo en los siglos XVIII y XIX, el políptico fue desmembrado en el siglo XIX y vendido en lotes separados que llevaron las tablas a dos continentes.

## Historia
Un documento del archivo de Fermo, copia posterior del original perdido, indica la obra comisionada en 1470 por cierto Giorgio, albanés emigrado a Italia ante la avanzada de los turcos otomanos después de la muerte de Skanderbeg en 1468. Giorgio fue el fundador de la familia Salvadori, propietarios durante siglos del políptico y responsables luego de su desmembramiento.
La fecha de la obra está confirmada, además de por el estilo, también por documentos del siglo XVIII que recuerdan la firma del artista presente en la base del marco luego perdido: "CAROLUS CRIVELLUS VENETUS PINXIT AÑO 1470". Se trata de dos inventarios, uno de 1727 redactado por el rector Anselmo Ercoli y otro de 1771 durante una visita pastoral. En el segundo el políptico es descrito minuciosamente, hecho que ha ayudado a la reconstrucción. También indica que en la misma capilla había dos tablas con tres santos cada una y los escudos de armas de los Salvadori pintadas junto al políptico: quizás la predela hoy desconocida.

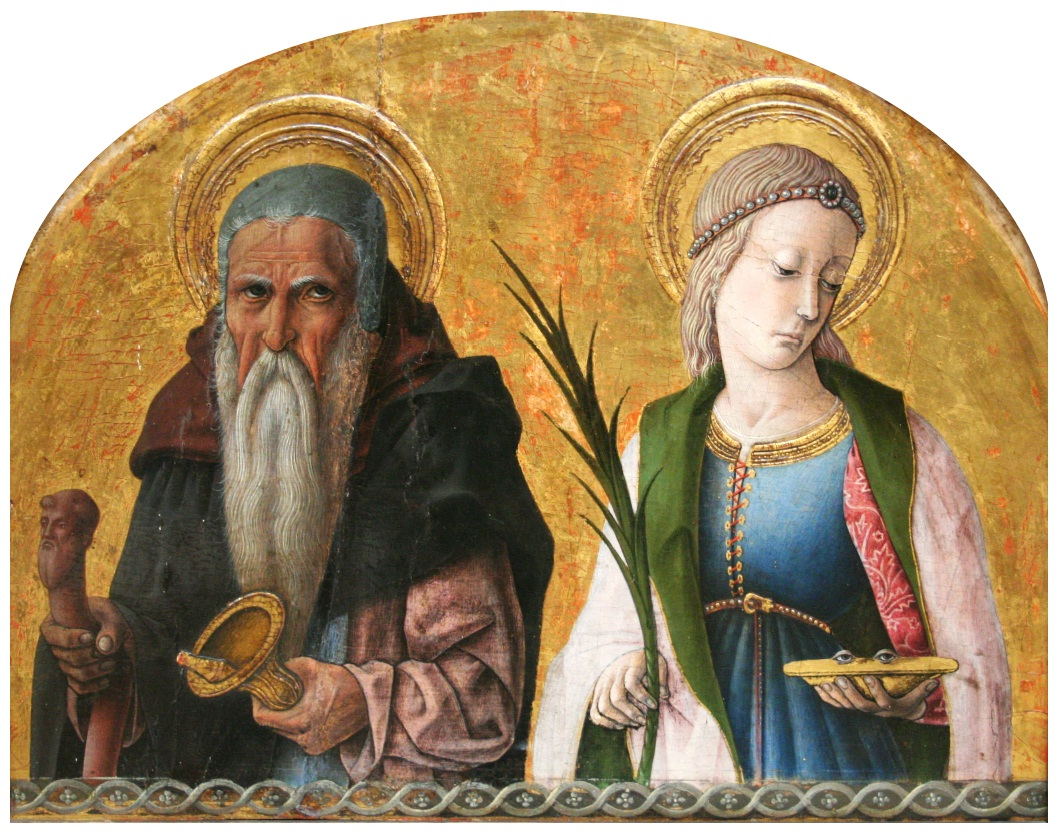
Santos Antonio Abad y Lucía, Cracovia.

En 1803 la vieja iglesia parroquial fue derribada y el políptico transferido a la iglesia del Suffragio, sede provisional de las actividades litúrgicas. En 1832 la pintura estaba en casa de los Salvadori, a la espera de que la nueva iglesia estuviera terminada; aquí lo vio y describió il Maggiori y pocos años después (1834) Amico Ricci  ya lo recordaba en la nueva iglesia parroquial, aunque los santos a media figura habían sido ya retirados y conservados en casa de los Salvadori. Poco después sobre el altar se puso una estatua de San Jorge y los paneles restantes del políptico fueron devueltos a la familia. Al año siguiente, en 1835, la obra había sido transportada a Roma y, ahora ya separada, fue vendida por Luigi Salvadori Paleotti al coleccionista de la embajada portuguesa Hudson por 90 escudos. El prior de la municipalidad de Porto San Giorgio que evidentemente reivindicaba la propiedad de la obra, inició una disputa con Salvadori impugnando la escritura de venta, que se solucionó con un nuevo pago, esta vez de trescientos escudos: es evidente como el trabajo artístico era entonces visto exclusivamente como bien de intercambio con el cual hacer caja, sin ningún interés en su preservación. Pasado a la colección Ward (luego Dudley), aquí fue visto por Waagen y luego lo exhibió en el Egyptian Hall de Londres, donde lo vieron Crowe y Cavalcaselle. En 1876 Martin Colnaghi compró la venta de la colección Dudley en Londres y luego la dispersó en varias colecciones.
La identificación de los paneles y la reconstrucción del políptico fue una operación larga, que requirió numerosas intervenciones críticas, iniciadas en 1931 por Philip Hendy que asoció los dos santos en la National Gallery de Londres con el San Jorge del Isabella Stewart-Gardner Museum de Boston. Roberto Longhi identificó luego la Madonna Cook en Washington y la Piedad de Detroit como parte del políptico (1946). Finalmente Federico Zeri, en 1950, reconoció los dos Santos Catalina de Alejandría y Jerónimo, con lo cual fue relativamente sencillo encontrar a los santos Antonio abad y Lucía (J. Bialostocki, 1956). Queda en cambio desconocida la predela con seis santos y los escudos de los Salvadori. Una investigación en los archivos de la casa Salvadori reveló un documento de 1805 en el cual se habla de una Última Cena, compatible con las medidas de las tablas de "algunos santos" (un palmo) y que  probablemente estaba en el centro de la predela.
El políptico fue temporalmente reensamblado en la muestra monográfica sobre el artista celebrada en Venecia en 1961. Hoy en Porto San Giorgio se exhibe una copia que reconstruye su forma original.

## Descripción y estilo

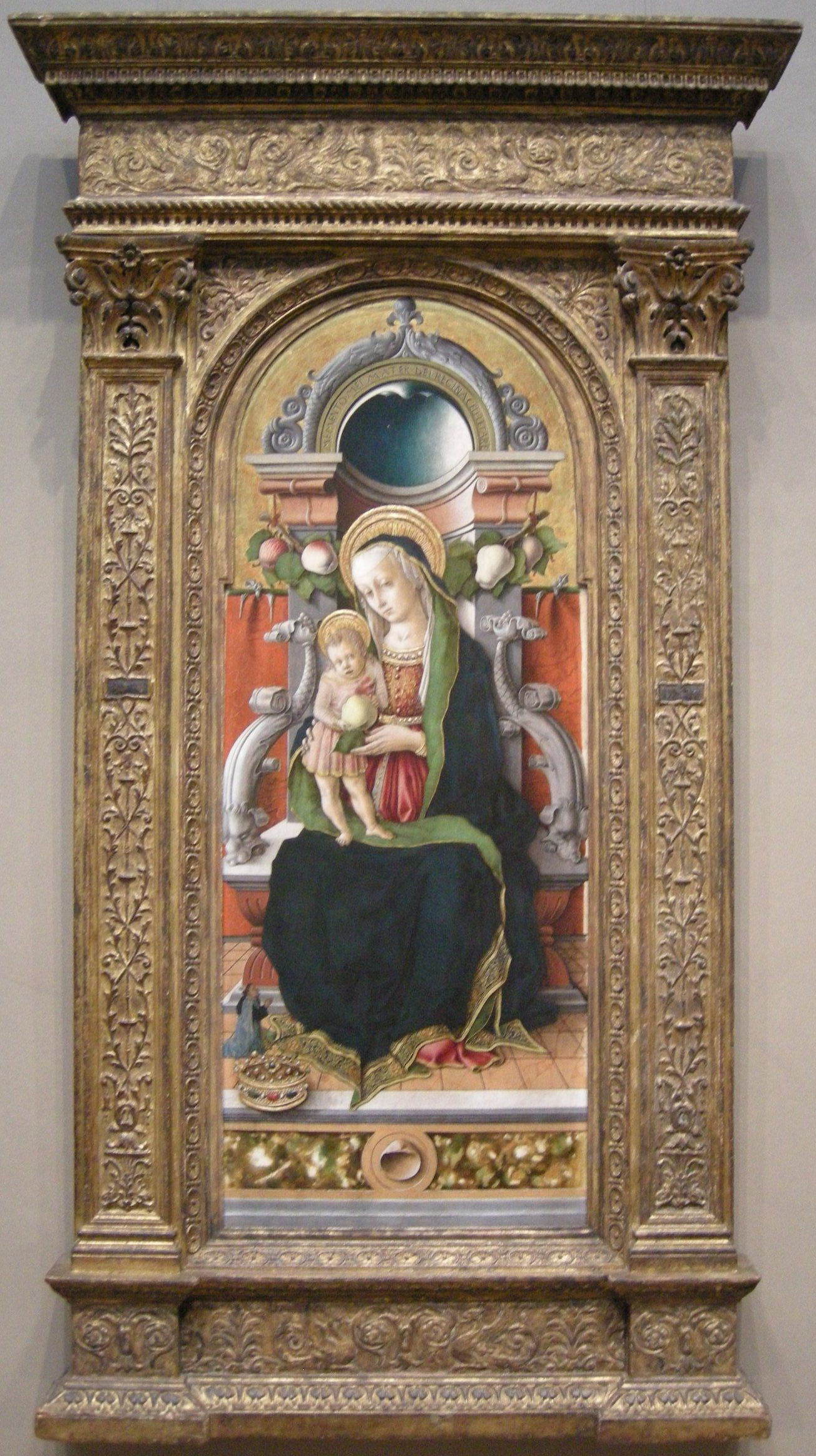
La Madonna Cook, panel central del Políptico de Porto San Giorgio, en Washington

El políptico, de estilo similar al de Massa Fermana, es una obra fundamental en la evolución artística del pintor, que estaba diluyendo gradualmente las influencias del arte paduano, hacia una interpretación más delicada, iluminada sin embargo, aquí y allá, por pasajes de intenso realismo.
- Madonna Cook, 129,5 x 54,4 cm, Washington, National Gallery of Art
- Santos Pedro y Pablo, 87 x 44 cm, Londres, National Gallery
- San Jorge matando al dragón, 90 x 46 cm, Boston, Isabella Stewart-Gardner Museum
- Santos Catalina de Alejandría y Jerónimo, 35 x 48,9 cm, Tulsa, Philbrook Museum of Art
- Santos Antonio Abad y Lucía, 34,5 x 47,5 cm, Cracovia, Museo nacional
- Piedad, 45 x 117 cm, Detroit, Detroit Institute of Arts

En la Madonna con el Niño aparece el diminuto donante a los pies del trono arrodillado en oración, abajo a la izquierda para no perturbar el equilibrio de la composición. La Virgen aparece entronizada sentada en un rico trono de mármol y formas renacentistas, típicamente paduano, con nicho arriba en forma de concha de superficie espejada, molduras laterales en forma de delfines estilizados y escrito en el arco "MEMENTO MEI  MATER DEI  REGINA CELI  LETARE" tomado del salmo del día de Pascua y aludiendo al futuro sacrificio crístico. Detrás de María una frondosa guirnalda con enormes manzanas, elemento típico de la escuela de Squarcione. Los reposabrazos zoomórficos también recuerdan obras de origen paduano, como la Calíope (1460) de Cosme Tura. La corona de María, en relieve, se encuentra a sus pies, en el escalón, junto al donante. Al igual que en el políptico de Massa Fermana, la figura de María es más dulce y delicada de lo propio en el arte paduano, debido a la influencia de Filippo Lippi. Reclina ligeramente la cabeza hacia el Niño, de pie sobre su regazo, sosteniendo la manzana con la que juguetea el pequeño, símbolo del pecado original pero también de la Redención a través de su futuro sacrificio. Su manto azul oscuro de forro verde deja ver un precioso vestido de princesa bordado con damasco dorado y joyas. El fondo dorado se ve interrumpido por una tela roja horizontal tras el trono, que resalta y aísla la figura sacra. El piso muestra una cuadrícula en perspectiva, inspirada probablemente en la visión de obras de Paolo Uccello en Urbino.
El San Jorge y el dragón muestra al santo patrón de la iglesia a la que se destinó la obra, además de ser el santo patrón de la ciudad de Porto San Giorgio, cuyo castillo, dedicado al santo, se ve al fondo de la pintura. Ello explica su preeminencia, con una historia descriptiva (raras en Crivelli) que ocupa todo un panel. Se apresta a rematar al dragón con su espada, en un gesto vigoroso a pesar de la esbeltez del físico del joven, en una composición propia de cuento tardogótico, con la princesa al fondo rezando arrodillada por su triunfo, mientras el ágil caballo recuerda al de una obra recién acabada, el San Jorge de Cosme Tura (1469), demostrando como Crivelli era de todo menos aislado.
La autoría de los santos Pedro y Pablo ha sido puesta en duda por algunos estudiosos debido a la poca corrección del dibujo en algunos detalles, asignándolo a un desconocido Maestro de la predela de Brera, el mismo pintor de uno de los paneles de la predela del Tríptico de Camerino, sin embargo asignado al mismo Crivelli. Al igual que en el panel central con la Virgen, se puede apreciar ya el característico trampantojo crivelliano en la virtuosa plasmación realista del estrado de mármol veteado y el fruto en el piso.
En la Piedad, por otro lado, Crivelli articula el grupo de dolientes alrededor de la figura alzada de Cristo muerto en el sepulcro en varios niveles, ritmándolos con la curvatura de la luneta. A la izquierda, de medio cuerpo dos hombres con turbantes, Nicodemo y José de Arimatea, mientras en el centro la Virgen acerca el rostro en pleno lamento al del Hijo muerto, mientras detrás Juan se muestra compungido y a la derecha la Magdalena besa la mano de Cristo con solemnidad. La escena es una clara evolución respecto a la figura solitaria del Cristo muerto de Massa Fermana, anunciando los desarrollos más sabiamente dramáticos de sus futuras obras del mismo tema.

## Galería de imágenes

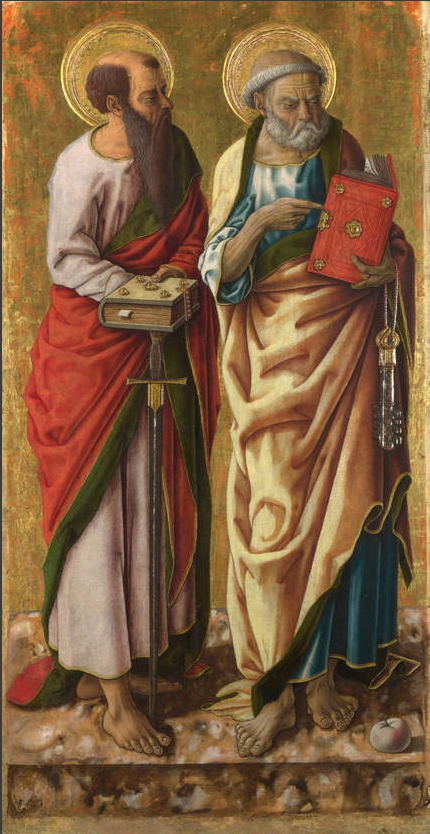
Santos Pedro y Pablo, Londres
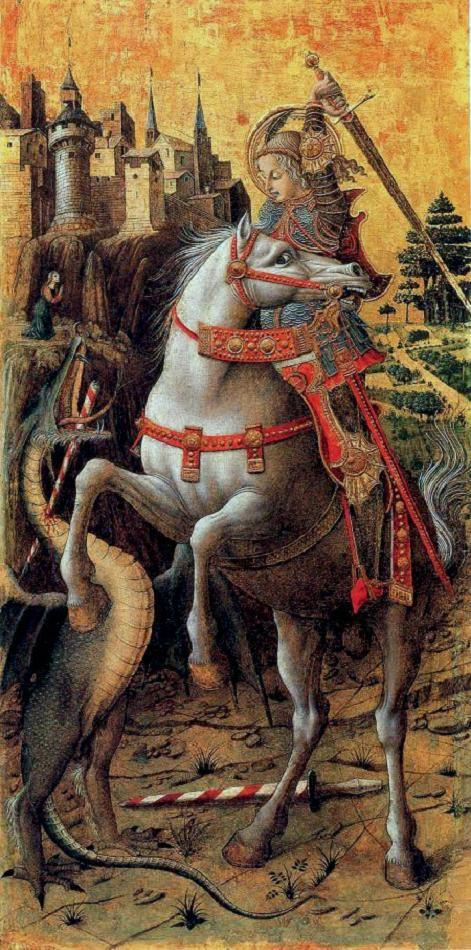
San Jorge, Boston
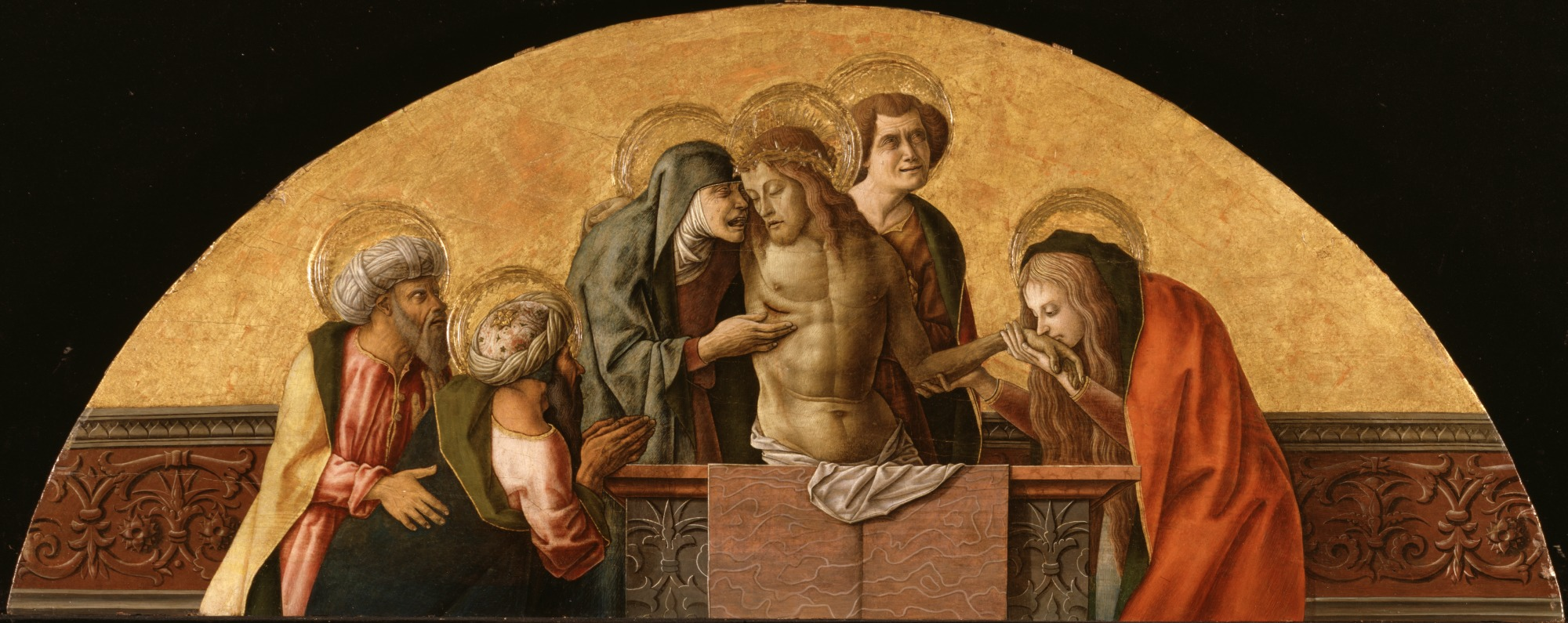
Piedad, Detroit
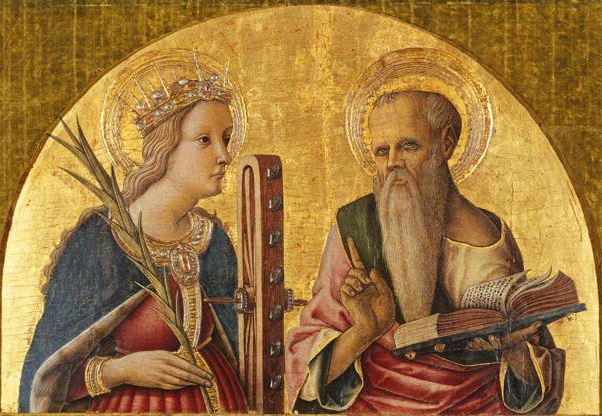
Santos Catalina de Alejandría y Jerónimo, Tulsa